# Louis Cruls

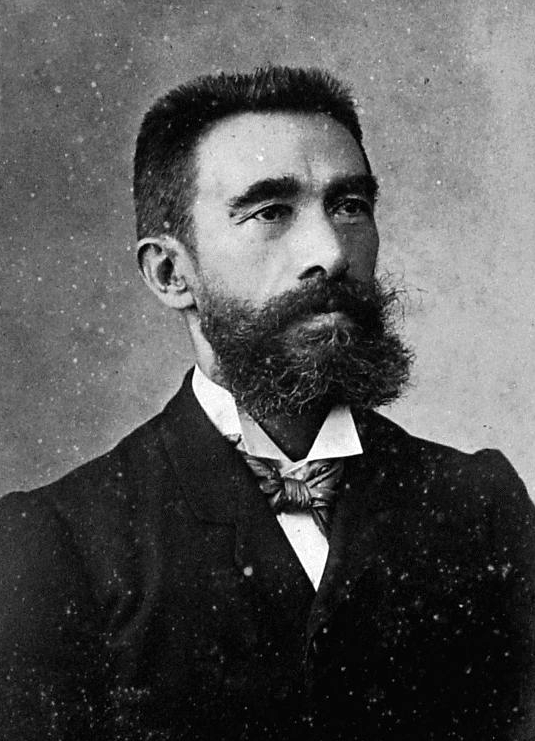
Louis Cruls

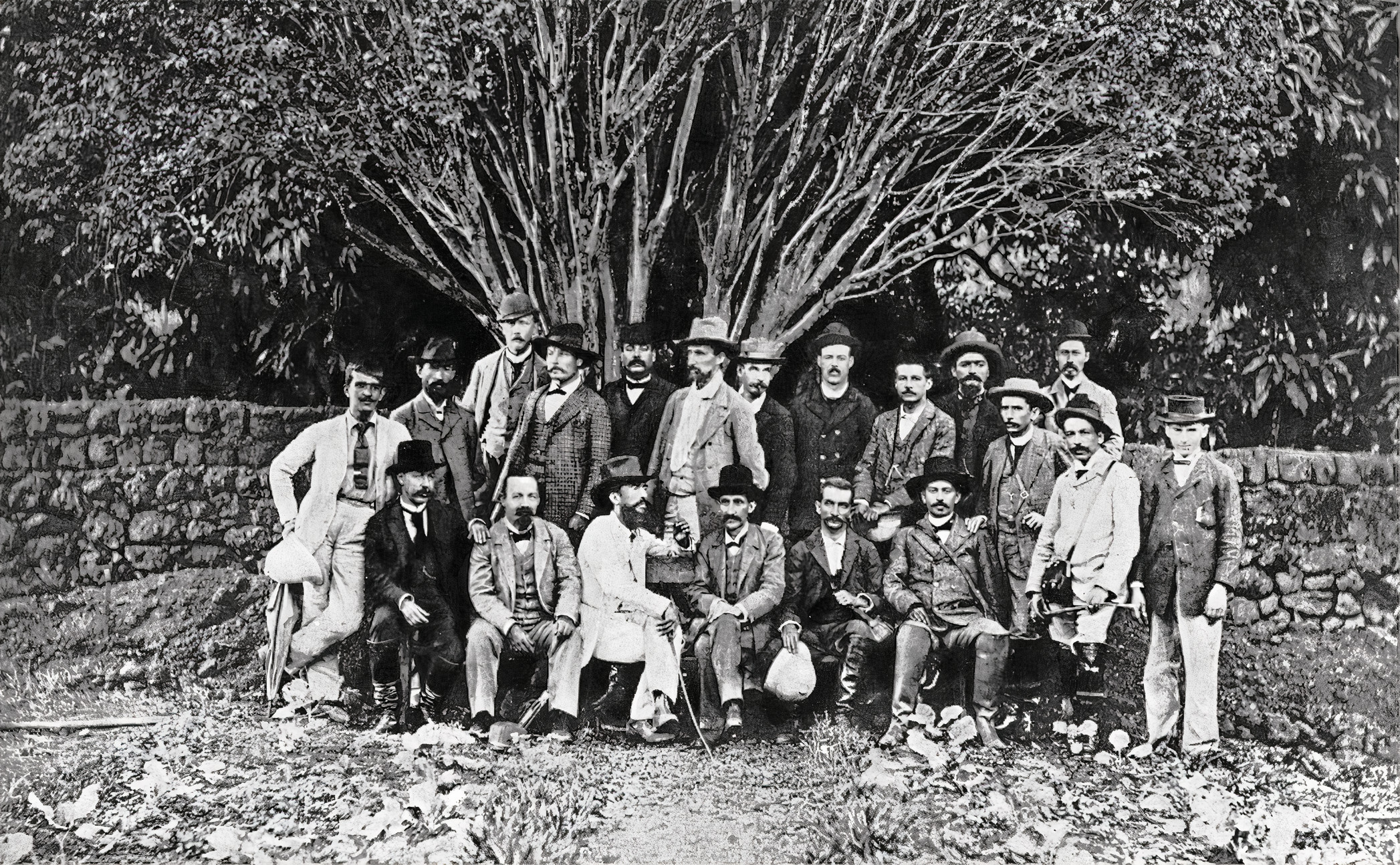
Groepsfoto van de expeditie in Pirenópolis (1892). Cruls is de derde van links in de zittende rij.

Louis Ferdinand Cruls (Diest, 21 januari 1848 - Parijs, 21 juni 1908) was een Belgisch astronoom die het grootste deel van zijn actieve leven doorbracht in Brazilië, waar hij bekendstond als Luís Cruls.

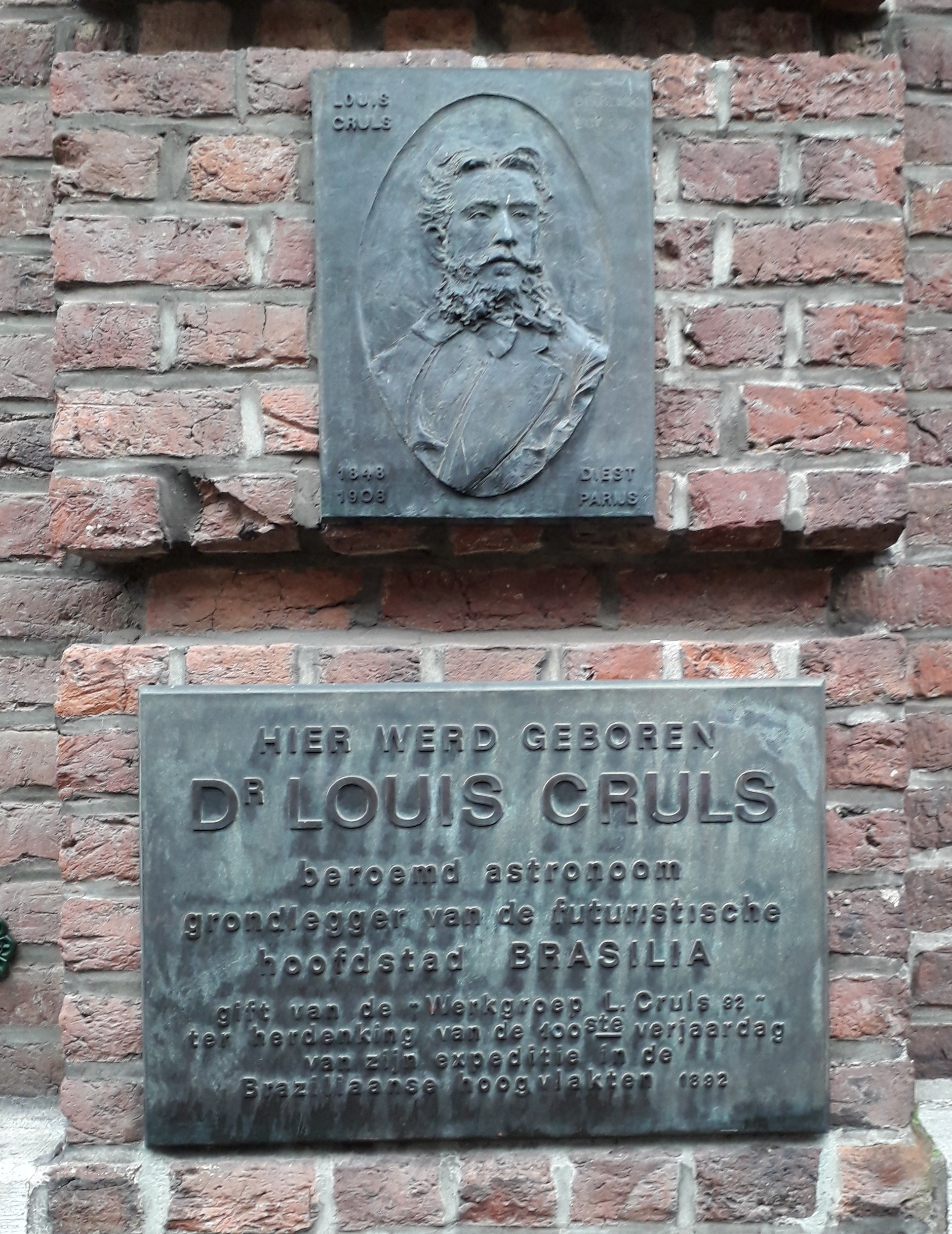
Gedenkplaat van Louis Cruls, Overstraat 9 Diest

Geboren in Brabant, studeerde hij voor burgerlijk ingenieur aan de Gentse Universiteit, en werd opgenomen in het Belgisch Leger als luitenant. Hij diende het leger van 1869 tot 1872 maar nam ontslag om in 1874 deel te nemen aan een expeditie aan boord van de pakketboot Orénoque naar Brazilië.
Daar begon hij zijn werkzaamheden als lid van de Comissão dos Trabalhos Geodésicos no Município Neutro van 1874 tot 1876. Hij bestudeerde de planeet Mars en publiceerde erover in 1875. In 1877 publiceerde hij een studie over de geografische kaart en de fysieke geschiedenis van Brazilië. Enige jaren nadien werd Cruls benoemd tot Directeur van het Sterrenkundig Observatorium van Rio de Janeiro (1881). In die hoedanigheid vertegenwoordigde hij dat land op de Internationale Meridiaanconferentie van 1884, waar de meridiaan van Greenwich tot wereldstandaard werd verheven. Hij observeerde in 1882 een Venusovergang vanuit Punta Arenas en ontdekte ook als een van de eersten de grote komeet van dat jaar.
In 1892 werd hem de belangrijke taak toegewezen om het Centraal Plateau van Brazilië te exploreren en een team van wetenschappers te leiden dat tot taak had de klimatologische en hygiënische condities te onderzoeken, inclusief de hoeveelheid en kwaliteit van het water aldaar. Deze missie liet toe het terrein te identificeren waar later in 1960 de nieuwe hoofdstad Brasilia zou worden opgericht. De ontdekkingsreizigers bakenden een gebied van 14.400 vierkante km af dat aan de basis lag van het Braziliaanse Federaal District en ook wel de "rechthoek van Cruls" wordt genoemd. Het lijvige slotverslag van Cruls uit 1894 gaf een zorgvuldige beschrijving van de streek (gebergte, flora, fauna, rivieren, klimaat, bewoners, steden, ziekten...).

## Wetenschappelijke publicaties
- Projet d'inhumation par l'incrustation des corps dans des pierres artificielles (Gent, 1875)
- Discussion sur les méthodes de répétition et de réitération employées en géodesie pour la mesure des angles (Gent, 1875)
- Les travaux de la mesure d'un arc de méridien au Brásil, sous la direction de M. Em. Liais (Rio de Janeiro, september 1878)

## Gedachtenis
- Tijdens de Belgische Antarctische expeditie van 1897-99 werd een eilandengroep ontdekt die door Adrien de Gerlache bedacht werd met de naam Cruls Eilanden. Dit is nog steeds een onderdeel van het Wilhelm Archipel.[2]
- Planetoïde (29298) Cruls is naar hem vernoemd
- Een krater op Mars is naar hem vernoemd.
- In 1993 kwam een stripverhaal uit in de reeks Rob & Bert, getiteld De Cruls-komeet.
- Aan zijn geboortehuis in de Diestse Overstraat werd een gedenkplaat aangebracht.
- In 2003 werd de expeditie overgedaan en verfilmd door professor/cineast Pedro de Castro.

- Bibliothèque nationale de France: cb153358759 (data)
- Gemeinsame Normdatei: 117664936
- International Standard Name Identifier: 0000 0000 6661 4946
- Library of Congress Control Number: n84203548
- Nederlandse Thesaurus van Auteursnamen: 075124475
- Système universitaire de documentation: 078746612
- Trove: 1492548
- Virtual International Authority File: 29833260
- WorldCat: E39PBJt3WbmPPgqyXd9bfBRBT3